# Schefflera vanderwerffii
Schefflera vanderwerffii är en araliaväxtart som beskrevs av Laurence J. Dorr och Stergios. Schefflera vanderwerffii ingår i släktet Schefflera och familjen araliaväxter. Inga underarter finns listade.